# Rita Kernn-Larsen
Rita Kernn-Larsen (Hillerød 1 de enero de 1904 – Copenhague, 10 de abril de 1998) fue una pintora surrealista danesa. 

## Trayectoria
Nació en una familia adinerada en Hillerød y asistió a la escuela privada Marie Mørks. Empezó a pintar a una edad temprana y después de pasar un tiempo en Oslo, asistió a la Real Academia de Bellas Artes de Dinamarca para perfeccionar su arte, pero las enseñanzas le parecieron demasiado tradicionales y se mudó a París, a la academia de Fernand Léger, estudiando bajo su tutela hasta 1933, año en que regresó a Dinamarca, abrió su propio estudio y realizó su primera exposición individual, en el Kunsthandel Chr. Larsen. La crítica relacionó su obra con la de Picasso, Léger y Georges Braque.
Entró en contacto con el movimiento surrealista danés especialmente con Elsa Thoresen y Vilhelm Bjerke-Petersen, que se convirtieron en sus amigos. Trabajó como ilustradora para las publicaciones Politikens Søndagsmagasin, Social-Demokraten y Hjemmet Søndag.
A lo largo de la década de 1930, el estilo de Kernn-Larsen pasó de ser decorativo al surrealismo. Participó en exposiciones colectivas en Copenhague, Oslo, Lund o París que la dieron a conocer como una de las pocas mujeres artistas surrealistas y también en la Exposición Exposición Surrealista Internacional de Londres en 1936. En 1937, en París conoció a Peggy Guggenheim, que le organizó una exposición individual para el año siguiente, en la Guggenheim Jeune de Londres. Parece ser que aquella amistad fue determinante para el posterior interés de Guggenheim por el movimiento surrealista.
Permaneció en Londres durante la Segunda Guerra Mundial ya que se encontraba allí junto con su esposo, el marchante de arte judío Isak Grünberg inaugurando una exposición, cuando estalló. Durante ese periodo, asistió a reuniones artísticas y conoció la pintura de su admirado Paul Delvaux. En su arte, se apartó del Surrealismo y se centró en un enfoque más real de sus pinturas.
Después de la guerra, se mudó a Saint-Jeannet (Alpes-Marítimos) y utilizó el paisaje del sur de Francia como motivo para sus pinturas. Vivió allí desde 1947 hasta 1992. Trabajó la ilustración especialmente de libros infantiles durante la década de los cincuenta e incluso llegó a publicar uno, The Golden Village. En los sesenta, experimentó con medios nuevos como la cerámica y el collage abandonando totalmente la figuración. Continuó asistiendo a exposiciones principalmente en Dinamarca siendo la última, en 1998, una retrospectiva exhaustiva en el Randers Art Museum de Copenhague.

## Reconocimientos
En febrero de 2017, la Collezione Peggy Guggenheim de Venecia inauguró sus Project Rooms, dos salas expositivas destinadas a profundizar en la obra de creadores cuya producción ha sido insuficientemente difundida o en cuestiones específicas de la obra de artistas del siglo XX vinculados a la Colección Guggenheim. La exposición que inauguró los nuevos espacios fue Rita Kernn-Larsen. Dipinti surrealisti, comisariada por Gražina Subelytė. Esta muestra, fue la primera que profundizó en la etapa surrealista de Kernn-Larsen desde la de 1938 en Londres. A ese estilo pertenece su producción más significativa y también la más querida por ella misma, que llegó a decir que era el mejor periodo de su vida de artista. Más de la mitad de las obras expuestas ya habían estado en la exposición londinense, actualmente se encuentran en colecciones privadas y públicas danesas como la National Gallery of Denmark, el Kunstmuseet de Tønder o el Kunsten Museum of Modern Art de Aalborg.